# Арікара

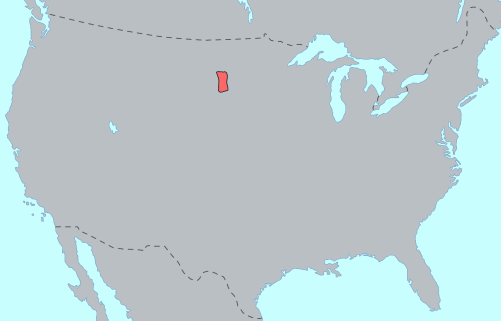
Поширення перед контактом

Арікара (самоназва сахніш), арікарі, рі, рікарі, рікара або хунді, — плем'я корінних американців Північної Дакоти. Колись близькі до пауні скірі, вони розділились, заселяючи узбережжя ріки Луп в Небрасці. Зараз входять до трійки партнерських племен (люди манден, хідаца, арікара). 

### Походження назви
Самоназва "сахніш" означає «первісний народ, від якого виникли всі інші племена». Назви «арікара, арікарі, рікарі та рі» дали їм інші племена, описуючи їх зачіски. Вважається, що ім’я арікара означає «роги», що стосується стародавнього звичаю носити у волоссі дві прямостоячі кістки. Назва також могла означати «люди лосів» або «люди кукурудзи».

### Мова
Мова арікара, як і мова пауні скірі, мають схожі лінгвістичні характеристики мовної сім’ї каддойської мови. Проте вони не є взаємно зрозумілими одна для одної. Станом на 2016 рік арікара не має жодного носія цієї мови як рідної. Але мова не вимерла і деякі люди зараз її вивчають. Багато членів племені записались на навчання після перегляду фільму «Уцілілий».

### Історія

#### Доколоніальний період
Задовго до того, як європейці з‘явились у Великих рівнинах, арікарі відділились від пауні скірі і висунулись на північ в долину річки Міссурі, на територію сучасної Південної Дакоти. З тих часів вони більше були пов‘язані з сусідніми манден і хідаца, які спілкувались мовою сіу, ніж із південними пауні, які належать до однієї з арікарі каддойської мовної групи.

#### У складі США
Життя арікара різко змінилася у вісімнадцятому столітті. Тоді плем’я лакота кинуло їм виклик за територію полювання на бізонів, а епідемії віспи спустошили плем’я. До 1804-го року з вісімнадцяти сіл залишилось три.
Арікара жили там до 1823-го року. Другого червня арікара напали на групу траперів з сімдесяти чоловік, коли ті стали табором біля поселення індіанців. Чотирнадцять мисливців загинуло, а десятьох було поранено (саме з цієї події починається фільм «Уцілілий»).
Було вирішено продемонструвати військову міць США. Це мала бути перша велика експедиція США проти індіанців рівнин. Щоб покарати арікара полковник Генрі Левенворт покинув форт Аткінсон 22-го червня з 230-ма одиницями особового складу шостої піхоти США та двома гарматами. П’ять днів потому до нього приєднався торговець Джошуа Пілчер, голова хутрової компанії Міссурі, з шістдесятьма чоловіками та гаубицею.  Вільям Генрі Ешлі, один із керівників хутряної компанії «Скеляста гора» з міста Сент-Луїс, додав до війська вісімдесят людей. Також близько семисот лакот приєдналися до боротьби зі своїми ворогами, арікара. Коли 9-го серпня війська наближалися до сіл, лакота поїхали попереду і вступили в бій з арікара, вбивши близько десяти-п’ятнадцяти з них. На світанку 10-го серпня Левенворт пристрілював свою артилерію до укріплень поселення арікара, але вони в більшості не влучили. Коли лакота покинули бій задля набігу на поля арікара, військам довелось вступити в битву самим. Скориставшись можливістю домовитися з лідерами арікара, Левенворт попросив їх повернути майно хутряної компанії і пообіцяти належну поведінку в майбутньому. Арікара було дозволено покинути свої оточені села в ніч на 14 серпня. Вільям Генрі Ешлі, здавалося б, прийняв цей результат. Але Джошуа Пілчер був розлючений і при відступі 15-го серпня підпалив селища. Ця дія ще більше відштовхнула арікара, які продовжували чинити опір американським вторгненням у верхню частину Міссурі.
У 1837-му році, похитнувшись від наслідків іншої руйнівної епідемії віспи, більшість племені переїхала на північ, щоб приєднатися до манден і хідаца у Форт-Кларку. Відтоді історія арікара пов’язана з історією манден і хідаца, і в 1862-му році вони оселилися з ними в селі Схоже-на-Риболовний-Гачок (англ. Like-a-Fishhook).
У 1871-му році манден, хідаца й арікара поступилися близько п‘ятдесятьма тисячами квадратних кілометрів своєї батьківщини, зберігши резервацію Форт-Бертольд площею близько тридцяти тисяч квадратних кілометрів (у сучасній Північній Дакоті). Наступні розподіли зменшили резервацію до чотирьох тисяч квадратних кілометрів. Наприкінці 1880-х років село Схоже-на-Риболовний-Гачок (англ. Like-a-Fishhook) було занедбано, і арікара оселилися навколо громади Нішу, де стали скотарями та землеробами. Розкинувшись по всій території резервації, по обидва боки річки, три племена вели відносно самостійне життя до 1934-го року, коли вони прийняли закон про реорганізацію індіанців і прийняли назву "Трійка партнерських племен" резервації Форт-Бертольд. Зведення греблі на річці Міссурі в 1954-му році спричинила переселення більшості членів племені. Арікара зосереджені навколо міста Вайт-Шилд, поблизу деяких із їхніх найважливіших культурних об’єктів. У 1970-х роках у резервації проживало близько 700 арікара, а в 1990-му році за переписом населення США загальна кількість арікара становила 1583 особи.

### Побут
Так само, як і в манден та хідаца, життя арікара зосереджувалось на річці. На її високих прямовисних берегах вони влаштовували поселення з земляними будинками. Родючий грунт низин засаджувався кукурудзою, бобами, кабачками, соняшником та тютюном. Ранньою весною жінки арікара сіяли, а потім доглядали городину. Влітку чоловіки відправлялись полювати на бізонів. Восени вони повертались в селище та збирали врожай. Після цього, наприкінці осені, вони повертались до полювання на бізонів. І тільки на зиму чоловіки переїздили в зимові села в низинах, де були зручні ліс і вода.
Жінки арікара виготовляли глиняний посуд для приготування їжі, прикрашений чеканеними або гравійованими візерунками, а також самобутні вербові кошики. Ці квадратні кошики з коричневими та білими геометричними візерунками є особливістю манден, хідаца та арікара. Візерунок виплітався кругом гнутого дерев’яного каркаса.
Земляні будинки, як і ті, які будували інші землеробні племена рівнин, були куполоподібними спорудами, достатньо великими, щоб умістити кілька поколінь родини та всі їхні речі. При будівлі земляних будинків спочатку копали круглу яму діаметром від дев‘яти до п‘ятнадцяти метрів та глибиною півметра. Центральний каркас складався з чотирьох-восьми великих центральних колон, які тримали крокви куполоподібного даху. Прототип земляного будиночка, ймовірно, вперше був розроблений як пристосування до більш північного клімату групами предків пауні та арікара, що рухалися на північ, приблизно в 1200-их роках.

### Соціальний устрій
Жінки будували і були власницями будинків. В них жили сестри зі своїми родинами. І, хоча така система часто асоціюється з матрилінійними кланами, доказів існування такої системи серед арікара немає.
Можливо, уклад їх поселень та довільні товариства або об’єднання замінили функції кланів. Деякі з цих товариств були військовими. Вони заохочували своїх членів брати участь у нальотах і війнах. Інші були залучені до підтримування порядку або догляду за нужденними. Дотичність до товариства сприяла чоловіку в досягненні військових успіхів і релігійному благочесті, а це було необхідно для керування поселенням.
Кожне село арікара було самоврядним. Управління було розподіленим, організованим скоріше за званнями, ніж за ієрархією. Другий рівень складався з чоловіків і жінок, які, на основі переваг їх характеру, були прийняті в почесне товариство під назвою «Піраскані». Третя група складалася з чоловіків, які мали значні військові відзнаки, ймовірно, члени важливих товариств. Найнижчий рівень включав усю решту воїнів. Чоловіки, які бажали займати керівні посади, також мали релігійні обов'язки.

### Вірування
Релігійні вірування та обряди арікара зосереджені на вірі в головного творця Нешару та головну помічницю Матір Кукурудзу. Мати Кукурудза вивела арікара з підземного світу і навчила їх того, що їм потрібно було знати, щоб жити в цьому світі. Вона навчила їх зводити будинок для чаклування, де проводилися священні церемонії, і дала кожному поселенню священний жмут, щоб забезпечити його добробут і продовження. Крім того, кожен чоловік повинен був шукати охоронця духу, який давав йому молитви та предмети, щоб покласти їх в особистий священний жмут. Протягом року володарі священних жмутів підтримували обряди, пов’язані з вирощуванням кукурудзи та полюванням на бізонів. Урочистості будинку чаклування тривали від п’ятнадцяти до двадцяти днів і відзначали кінець року виявами духовної сили, бенкетуваннями, зціленнями та іншими священними проявами.